# November Days
Pour plus de détails, voir Fiche technique et Distribution.
November Days est un film documentaire de 129 minutes réalisé en 1990 par Marcel Ophüls, consacré à la chute du mur de Berlin.
Coproduit par le réalisateur avec la BBC et FR3, il est diffusé pour la première fois à la télévision sur la BBC, le 9 novembre 1990, dans le cadre de l'émission Inside Story, puis sur FR3, le 11 février 1991, dans le cadre de l'émission Océaniques. Il est rediffusé sur Arte le 3 octobre 1995 dans le cadre de la soirée Thema intitulée « Allemagne 5 ans après : Du mur à la réunification ».
Le titre du film fait référence à ces « jours de novembre » 1989 qui virent la chute du mur de Berlin. L'enjeu du film est de restituer assez méticuleusement la chronologie des faits en mettant en perceptive les mémoires croisées encore fraîches de différents témoins qui vivaient jusque-là en République démocratique allemande (RDA) et en République fédérale d'Allemagne (RFA).
Y sont notamment interviewés Egon Krenz, Gunter Schabowski, Thomas Montag, Manfried Ludwig, Stefan Hermlin, Heiner Müller, Markus Wolf, Werner Fischer, Michael Kühnen, Walter Momper, Kurt Masur.